# Bernard Potocki
Bernard Potocki herbu Szeliga (zm. 1519), dworzanin królewski, starosta nieszawski.
Pochodził z Popław w powiecie opoczyńskim w parafii Sławno. Nazwisko wziął od leżącej w pobliżu wsi Potok, której był dziedzicem. Jego bratem był Leonard zwany Popławskim. W 1497 r. uczestniczył w wyprawie mołdawskiej Jana Olbrachta; w jej trakcie przyznał mu król dobra w powiatach sieradzkim, radomskim i gostyńskim - odjęte szlachcie uchylającej się od udziału w wyprawie. W 1498 r. wszedł w skład dworzan królewicza Zygmunta (z prawem do 5 koni) i przebywał z nim w Budzie i Głogowie. Po objęciu przez Zygmunta tronu kontynuował swą karierę na dworze. W 1511 roku otrzymał od króla zgodę na wykupienie wójtostwa w Brześciu. W 1512 roku uczestniczył jako rotmistrz jazdy w wyprawie przeciw Tatarom. Uczestniczył w bitwie z Tatarami pod Wiśniowcem w 1512 roku, gdzie odznaczył się męstwem; gdy pod silnym natarciem doszło do załamania się prawego skrzydła dowodzonego przez hetmana wielkiego litewskiego Konstantego Ostrogskiego; Potocki wraz z Wojciechem Sampolińskim i podległymi im oddziałami ruszyli z pomocą i powstrzymali atak. Za zasługi tegoż roku otrzymał od Króla wiele wsi powiatach bieckim, przemyskim, chęcińskim i opoczyńskim, a przede wszystkim otrzymał (tenutę) starostwo nieszawskie. 
Bartosz Paprocki aby uświetnić genealogię wybijającej się wówczas rodziny Potockich h. Pilawa najprawdopodobniej na ich zlecenie dopisał upamiętnionego przez historyków bohatera do ich rodu co później błędnie utrwalali heraldycy.